# باشگاه فوتبال مندیولا
باشگاه فوتبال مندیولا 1991 یک باشگاه فوتبال حرفه ای فیلیپین است که در ایموس، کاویت واقع شده است.نام این باشگاه برگرفته از خیابان Mendiola، یک گذرگاه کوتاه در منطقه San Miguel در مانیل است.این یکی از اعضای موسس لیگ فوتبال یونایتد است که آخرین بار در فصل 10–2009 شرکت کرد.این باشگاه در حال حاضر در لیگ فوتبال فیلیپین، لیگ برتر فوتبال فیلیپین بازی می کند.